# جيمس غالفن
جيمس غالفن (بالإنجليزية: James Galvin)‏ (8 مايو 1951، شيكاغو في الولايات المتحدة)؛ كاتب، شاعر وروائي أمريكي.

## الجوائز
- زمالة غوغنهايم